# گاودریایی‌سانان
گاودریایی‌سانان (نام علمی: Sirenia) یک راسته از پستانداران هستند. آبزی و گیاه‌خوار ساکن مرداب، رودخانه، مصب رودخانه، تالاب‌های دریایی، و کرانه اقیانوس‌ها است. چهار گونه عضو این راسته هستند: سه گونه گاو دریایی در سرده تن‌موییان و یک گونه داگونگ در سرده داگونگیان. این راسته در دوره ائوسن، بیش از ۵۰ میلیون سال پیش، فرگشت یافت.
گاودریایی‌سانان جانورانی هستند درشت‌جثه، علف‌خوار و آبزی که دارای باله دمی و دست‌های شناگرند. آن‌ها ساکن آب‌های کم‌عمق‌اند.